# Chilia Veche
Chilia Veche é uma comuna romena localizada no distrito de Tulcea, na região de Dobruja. A comuna possui uma área de 533.58 km² e sua população era de 2496 habitantes segundo o censo de 2007.